# Chile űrkutatása

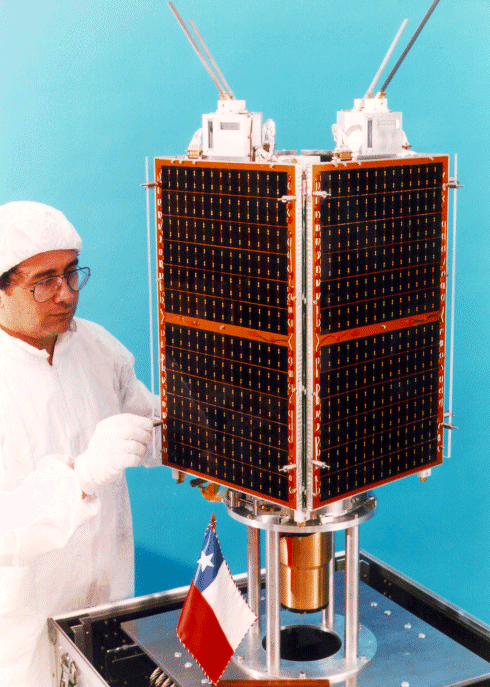
A FASat–A műhold indítás előtt

Chile űrkutatása. A kormány határozatban felszólította a Chilei Tudományos Akadémiát, hogy a tudósok, az egyetemek és az ipar összefogásával hozzák létre az űrkutatással foglalkozó Bizottságot. Érdekes, hogy az ország földrajzi helyzetében nem kommunikációs műholdat, hanem földmegfigyelő műholdat állítottak első alkalommal pályára.

## Története
A tudományos- és technikai fejlődés, az ország hosszan elnyúló területe sürgetően igényelte a gyors kapcsolatteremtést. Szükségszerűvé vált kommunikációs műhold telepítése. Telepítés helyett a kormány bérlés mellett döntött.
A műhold telepítése előtt ki kellett 
- alakítani a nemzeti- és a nemzetközi törvények összhangját,
- építeni az üzemeltetés (szakember képzés; adás – vétel; feldolgozás) feltételeit.

A polgári- és katonai távközlést a chilei Honvédelmi Minisztérium irányította, ellenőrizte. A társadalmi, a polgári- és ipari igények koordinálására a kormány állami irányítás mellett létrehozta a Chilei Űrügynökséget (ACE). Az ACE létrehozta a Tudományos- és Technológiai Tanácsadó Bizottságot, amelyben különböző minisztériumok (hadsereg, légierő, oktatás) képviseltetik magukat.
ACE feladatai
- javaslatot tenni a rövid- és hosszútávú nemzeti űrpolitikára, költségvetésre (támogatásokra), megvalósításának ellenőrzése, a szükséges eszközök biztosítása,
- összefogni, támogatni, nyilvántartani a hazai egyetemi, intézményi bázisok, valamint a hazai ipar tudományos munkáit, fejlesztéseit,
- elősegíteni a nemzetközi egy- és többoldalú kapcsolatokat, a hazai űrkutatás kibontakoztatása érdekében,
- képviseletet biztosítani a nemzetközi szervezetekben,
- kialakítani- és működtetni a hazai űrkutatás infrastruktúráját,

## Műholdak
- FASat–A (Fuerza Aérea Satélite) az első chilei teszt földmegfigyelő mikróműhold,
- FASat–B a második teszt földmegfigyelő mikróműhold
- FASat–C földmegfigyelő miniműhold

## Fordítás
- Ez a szócikk részben vagy egészben  az   Agencia_Chilena_del_Espacio című spanyol Wikipédia-szócikk fordításán alapul.  Az eredeti cikk szerkesztőit annak laptörténete sorolja fel. Ez a jelzés csupán a megfogalmazás eredetét és a szerzői jogokat jelzi, nem szolgál a cikkben szereplő információk forrásmegjelöléseként.